# Jonathan Bree
Jonathan Owen Bree (* 1. September 1979 in Neuseeland) ist ein neuseeländischer Singer-Songwriter und Musikproduzent. Aktuell ist er als Solokünstler aktiv, bekannt ist er auch als Mitbegründer der Twee-Indie-Pop Gruppe The Brunettes und des Plattenlabels Lil’ Chief Records. Er arbeitet zudem als Musiker, Toningenieur und Produzent für andere Künstler.

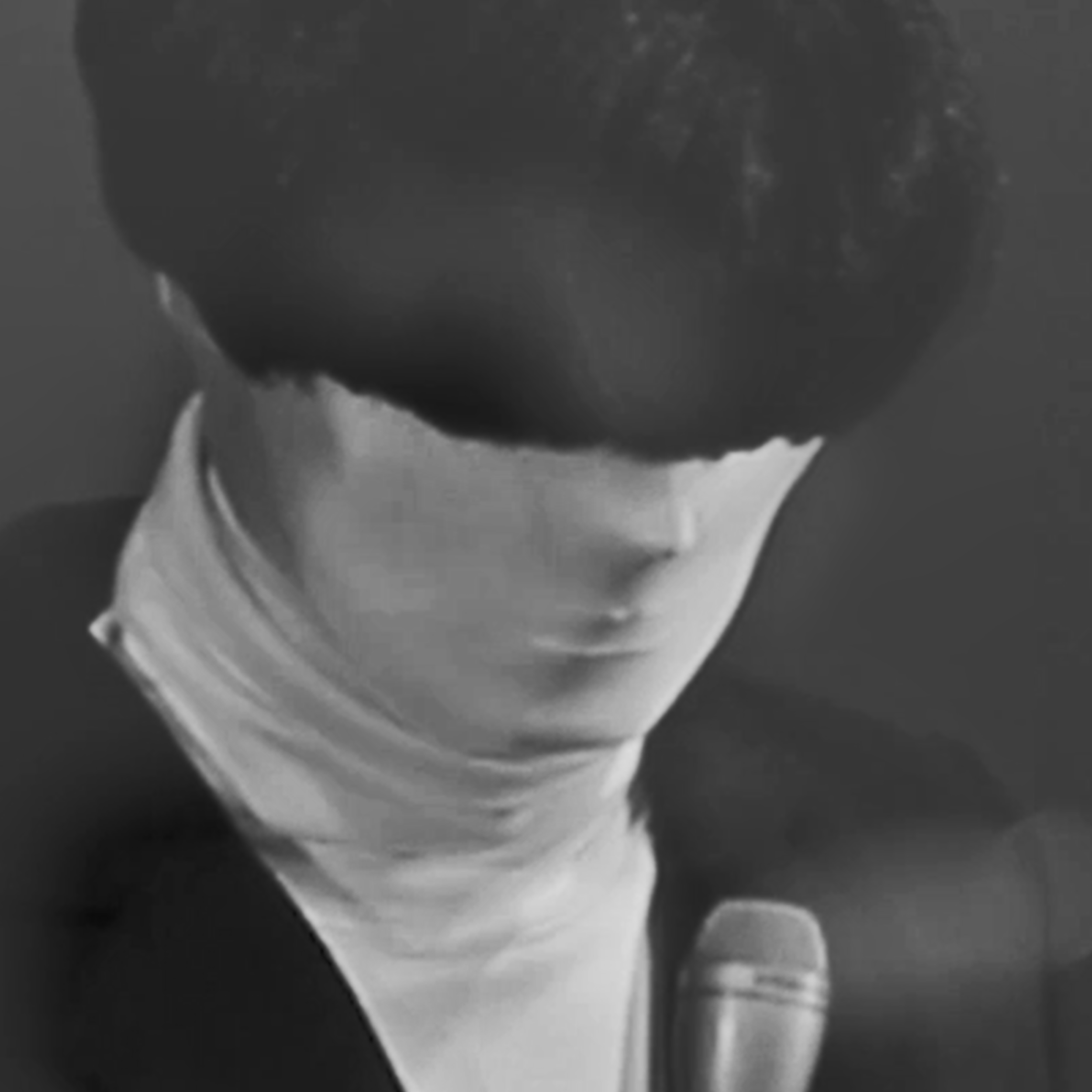
Jonathan Bree

## Kindheit, Jugend und Familie
Bree wurde am 1. September 1979 in Neuseeland geboren. Mit 9 Jahren begann er erste eigene Songs zu schreiben. Brees Cousin Mark Lyons, der Frontmann der Indie-Pop-Band The Nudie Suits, führte ihn im Alter von 10 Jahren an die Musik der Rockband The Modern Lovers heran. Bree wurde ein langjähriger Fan der Band. Im Alter von 12 Jahren spielte Bree erstmals live als Schlagzeuger in Lyons´Band The Plaster Saints. Er blieb in der Band, bis er 13 Jahre alt war.

## Musikalische Karriere

### The Brunettes und Lil’ Chief Records
1998 gründeten Bree und Heather Mansfield in Auckland die Band The Brunettes. Bree suchte damals nach einer Sängerin, die Duetts singen konnte, welche von ihm geschrieben wurden. Über seinen Cousin erfuhr er von Heather Mansfield und hörte in einer seiner Aufnahmen ihre Stimme. Die „großartige, natürliche Stimme“ Mansfields überzeugt ihn und er lud sie ein, sich seine Band anzuhören. Aus diesem Treffen entwickelte sich die Band. 1998 veröffentlichten The Brunettes ihre erste EP Mars Loves Venus.
Mit dem befreundeten Indie Pop Musiker Scott Mannion von der Band The Token Tones gründete Bree im Jahr 2002 das Plattenlabel Lil’ Chief Records. Beide hatten sich zuvor in einem Plattenladen in Auckland kennengelernt in dem Bree arbeitete. Das erste Album, welches unter dem neuen Label erschien, war von den The Brunettes – Holding Hands, Feeding Ducks welches 2002 veröffentlicht wurde. Das Album erhielt wohlwollende Kritiken. Dasselbe galt für die zweite Veröffentlichung des Labels, The Boyracer, eine EP von The Brunettes aus dem Jahre 2003. Beide Alben wurden von Bree produziert. Auf den nächsten beiden Alben des Labels, aus dem Jahr 2003, von der Band The Token Tones, war Bree als Gastmusiker zu hören.
2004 veröffentlichte Bree mit den Brunettes das zweite Studioalbum Mars Loves Venus auf Lil’ Chief Records und die Band spielte diverse Liveauftritte. 2005 folgte eine weitere EP mit dem Namen When Ice Met Cream.
2007 wurde das Album Structure & Cosmetics fertiggestellt und in Neuseeland im Juli und in den USA im August veröffentlicht. In Großbritannien stieg die Bekanntheit der Brunettes als ihr Song BABY für eine landesweite Kampagne genutzt wurde sowie durch die Veröffentlichung des dazugehörigen Musikvideos. 2008 coverte die Band The Cures Lovesong für die Compilation Just like Heaven - Tribute To The Curevon American Laundromat Records.
2009, veröffentlichten The Brunettes die Red Rollerskates EP auf Lil’ Chief Records. Kurz darauf folgte dann das vierte Studioalbum Paper Dolls, was ihre letzte Veröffentlichung war. Die Band löste sich daraufhin auf. 2010 wurde der Song Red Rollerskates Teil des Soundtracks des 2K Sports Videospieles NBA 2K11. Ein weiterer Song, Brunettes Against Bubblegum Youth, wurde in einer Werbung für die Seifenoper Hollyoaks in Großbritannien verwendet.

### Solokarriere
Nach dem Ende der Brunettes startete Bree seine Solokarriere. Sein erstes Mitwirken fand am Album Lil´Golden Book von Princess Chelsea statt, welches er co-produzierte. Zudem war er am Song The Cigarette Duet beteiligt, bei dem er den Gesangspart beisteuerte und Regie bei dem dazugehörigen Musikvideo führte. Das Video war ein Internetphänomen und erreichte seit 2012 114 Millionen Aufrufe (Stand 2024).
2013 veröffentlichte Bree sein erstes Soloalbum The Primrose Path. 2015 folgte A Little Night Music als zweites Studioalbum. Der Durchbruch gelang ihm im Jahre 2018 mit dem Song You're So Cool aus seinem dritten Studioalbum Sleepwalking. Das Video, in dem Bree und seine Musiker im Stil der 1960er Jahre mit Spandexmasken und Perücken auftraten, ging auf YouTube viral und erreichte 30 Millionen Aufrufe (Stand Juli 2023). Die Spandexmasken trägt Bree seitdem auch bei Liveauftritten. Bei seinem vierten (After The Curtain Close, 2020) und fünften (Pre-Code Hollywood, 2023) Studioalbum, ist er ebenfalls mit der Maske auf dem Cover abgebildet.

## Diskografie

### Alben
- 2013: The Primrose Path (Lil’ Chief Records)
- 2015: A Little Night Music (Lil’ Chief Records)
- 2018: Sleepwalking (Lil’ Chief Records)
- 2020: After the Curtains Close (Lil’ Chief Records)
- 2023: Pre-Code Hollywood (Lil’ Chief Records)

### Kollaborationen
- 2011: Lil Golden Book von Princess Chelsea: Co-Produzent
- 2015: Great Cybernetic Depression by Princess Chelsea: Co-Produzent